# NGC 360
NGC 360 é uma galáxia espiral (Sbc) localizada na direcção da constelação de Tucana. Possui uma declinação de -65° 36' 32" e uma ascensão recta de 1 horas, 02 minutos e 51,5 segundos.
A galáxia NGC 360 foi descoberta em 2 de Novembro de 1834 por John Herschel.